# Jan-Baptist De Noter

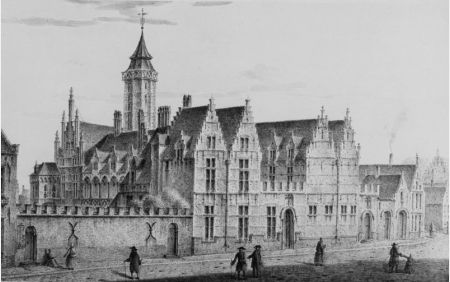
Het Hof van Busleyden afgebeeld door De Noter

Jan-Baptist De Noter (Walem, 30 november 1786 – Mechelen, 8 mei 1855) was een Belgisch beeldend kunstenaar.

## Levensloop
Jan-Baptist De Noter was de zoon van Pieter-Frans De Noter (soms genaamd de Oudere) (Walem 1747 - Mechelen 1830), die tekenlessen had gevolgd en architect was, en de jongere broer van kunstschilder Pieter-Frans De Noter (de Jongere). Jan-Baptist studeerde tekenen en architectuur aan de Academie van Mechelen bij zijn vader en bij schilder Pieter Verhulst. Op zijn achttiende verhuisde hij naar Gent en ging inwonen bij zijn broer Pieter-Frans. Hij huwde er in 1818 met Charlotte Maya en het koppel kreeg vier kinderen. In 1822 verhuisde hij terug naar Mechelen en solliciteerde tevergeefs naar een betrekking als professor aan de academie of als stadsarchitect. De Noter leefde van de verkoop van zijn tekeningen en aquarellen, en occasionele overheidsopdrachten. Zo schilderde hij in 1833 nieuwe decors voor het Mechelse stadstheater. Zijn zoon David De Noter werd ook kunstschilder.

## Werk
De Noter was een eerder beperkt kunstenaar. Hij tekende vooral historische stadsgezichten, eerst van Gent en later van Mechelen, waarvoor hij zich baseerde op oude stadsplans en tekeningen. Hij werkte vanuit een potloodschets, die hij uitwerkte in een gebroken inktlijn. Deze tekening kleurde hij in met grote, heldere kleurvlakken waarop hij enkele schaduwkleuren aanbracht. Hij produceerde zo vier tot vijf tekeningen per week die aftrek vonden bij de plaatselijke burgerij. Zo bestelde kanunnik Jan Schöffer tussen 1830 en 1850 340 aquarellen bij De Noter.